# Łukasz Piszczek
Łukasz Piszczek (pronunție în poloneză [ˈwukaʂ ˈpʲiʂt͡ʂɛk]; n. 3 iunie 1985, Czechowice-Dziedzice, Polonia) este un fotbalist polonez, actualmente jucător al echipei Goczałkowice-Zdrój. Anterior a mai evoluat la Hertha Berlin, Zagłębie Lubin și Borussia Dortmund.

## Cariera de jucător

### Hertha Berlin

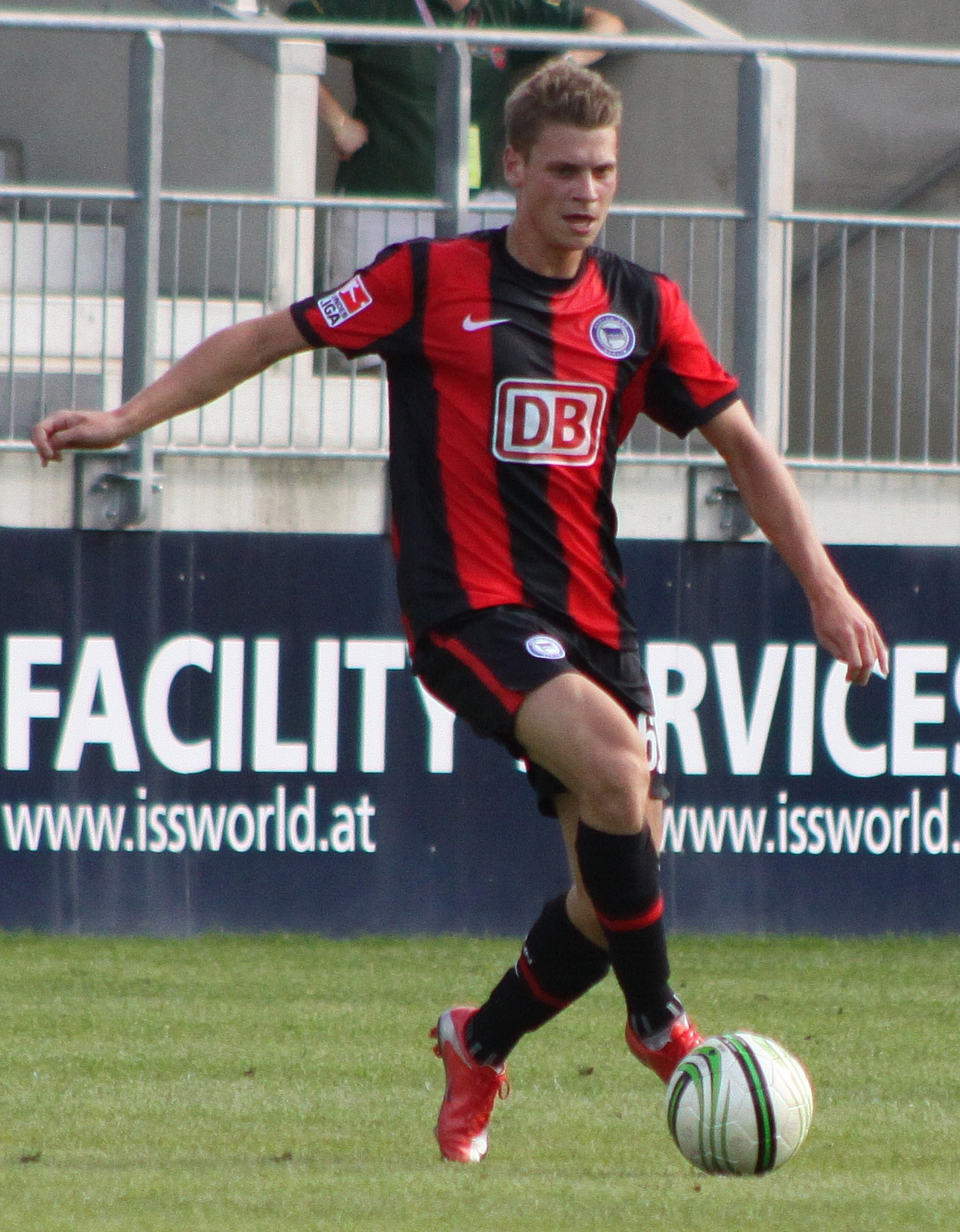
Łukasz Piszczek la Hertha BSC în 2009.

Hertha Berlin a fost atrasă de perofrmanțele sale și l-a transferat prompt, totuși împrumutându-l imediat la Zagłębie Lubin. Cu Zagłębie, el a câștigat Ekstraklasa în sezonul 2006-2007. La Lubin, a jucat preponderent pe postul de aripă în formația 4-3-3, deși el a fost folosit în general ca atacant retras, marcând 11 goluri în acest sezon.
În vara anului 2007, Hertha l-a chemat înapoi la Berlin. Piszczek a marcar primul său gol în Bundesliga pe 26 aprilie 2008, aducând un egal din meciul cu Hannover 96.
Piszczek a ratat prima parte a sezonului 2008–2009 din cauza unei accidentări grave. El a reînceput antrenamentul în februarie 2009, dar a jucat din nou în Bundesliga abia din luna aprilie din cauza altei accidentări. La Hertha, Piszczek a jucat inițial ca mijlocaș ofensiv sau pe aripă stângă, dar din al doilea sezon a devenit fundaș dreapta, după accidentarea lui Arne Friedrich. După ce Friedrich și-a revenit, Piszczek și-a pierdut locul de titular, dar l-a recuperat în sezonul 2009-2010.

### Borussia Dortmund
Pe 19 mai 2010, Piszczek s-a transferat la Borussia Dortmund ca jucător liber de contract, semnând un contract pe patru ani. Pe 26 iulie 2011, el a semnat o extindere până în iunie 2016. Pe 24 septembrie 2011, a marcat primul său gol pentru Borussia, în ultimul minut al meciului cu 1. FSV Mainz 05, câștigat cu 2–1.

## Echipa națională
Piszczek a debutat la echipa națională a Poloniei într-un meci amical cu Estonia pe 3 februarie 2007. Pe 6 iunie 2008, a fost chemat la lotul pentru Euro 2008, pentru a-l înlocui pe accidentatul Jakub Błaszczykowski. El a jucat doar în meciul cu Germania din cauză că s-a accidentat și el.
Piszczek a jucat toate cele trei meciuri ale Poloniei de la UEFA Euro 2012. El a marcat primul său gol la națională contra Ucrainei pe 22 martie 2013, care a fost urmat de un altul împotriva echipei San Marino. Al treilea gol pentru națională a venit însă abia 4 ani mai târziu în preliminariile pentru Campionatul Mondial din 2018, într-un meci cu Muntenegru.
| #  | Data           | Stadion                               | Adversar   | Scor | Rezultat | Competiție                                   |
| -- | -------------- | ------------------------------------- | ---------- | ---- | -------- | -------------------------------------------- |
| 1. | 22 martie 2013 | Stadionul Național, Varșovia, Polonia | Ucraina    | 1–2  | 1–3      | Calificările pentru Campionatul Mondial 2014 |
| 2. | 26 martie 2013 | Stadionul Național, Varșovia, Polonia | San Marino | 2–0  | 5–0      | Calificările pentru Campionatul Mondial 2014 |
| 3. | 26 martie 2017 | Podgorica, Muntenegru                 | Muntenegru | 2–1  | 2–1      | Calificările pentru Campionatul Mondial 2018 |

## Palmares
Zagłębie Lubin
- Ekstraklasa: 2006–2007

Borussia Dortmund
- Bundesliga: 2010–11, 2011–2012
- DFB-Pokal: 2011–2012
- DFL-Supercup: 2013
- Liga Campionilor UEFA (finalistă): 2012–2013

## Statistici
La 28 mai 2017.
| Club              | Sezon         | Campionat | Campionat | Cupă    | Cupă   | Altele  | Altele | Continental | Continental | Total   | Total  |
| Club              | Sezon         | Meciuri   | Goluri    | Meciuri | Goluri | Meciuri | Goluri | Meciuri     | Goluri      | Meciuri | Goluri |
| ----------------- | ------------- | --------- | --------- | ------- | ------ | ------- | ------ | ----------- | ----------- | ------- | ------ |
| Zagłębie Lubin    | 2004–05       | 11        | 2         | 12      | 4      | -       | -      | -           | -           | 23      | 6      |
| Zagłębie Lubin    | 2005–06       | 28        | 1         | 8       | 1      | -       | -      | -           | -           | 36      | 2      |
| Zagłębie Lubin    | 2006–07       | 30        | 11        | 2       | 1      | -       | -      | 2           | 0           | 35      | 12     |
| Zagłębie Lubin    | Total         | 69        | 14        | 22      | 6      | 0       | 0      | 2           | 0           | 93      | 20     |
| Borussia Dortmund | 2010–11       | 33        | 0         | 1       | 0      | -       | -      | 7           | 0           | 41      | 0      |
| Borussia Dortmund | 2011–12       | 32        | 4         | 6       | 0      | 1       | 0      | 6           | 0           | 45      | 4      |
| Borussia Dortmund | 2012–13       | 29        | 2         | 4       | 0      | 1       | 0      | 12          | 0           | 46      | 2      |
| Borussia Dortmund | 2013–14       | 19        | 3         | 4       | 0      | 0       | 0      | 6           | 0           | 29      | 3      |
| Borussia Dortmund | 2014–15       | 22        | 0         | 2       | 0      | 1       | 0      | 5           | 0           | 30      | 0      |
| Borussia Dortmund | 2015–16       | 20        | 0         | 6       | 1      | 0       | 0      | 12          | 1           | 38      | 2      |
| Borussia Dortmund | 2016–17       | 25        | 5         | 5       | 0      | 0       | 0      | 9           | 0           | 39      | 5      |
| Borussia Dortmund | Total         | 180       | 14        | 28      | 1      | 3       | 0      | 56          | 1           | 267     | 16     |
| Career Totals     | Career Totals | 317       | 31        | 56      | 7      | 8       | 1      | 71          | 5           | 452     | 44     |